# Inga uraguensis
El ingá colorado, ingá amargo o ingá grande (Inga uraguensis) es una especie arbórea, la de distribución más austral de las que integran el género Inga de la familia de las leguminosas. Habita en selvas marginales del centro-este de Sudamérica.[cita requerida]

## Descripción
Inga uraguensis es un árbol que ya puede florecer con 2 metros de altura, pero que alcanza entre 8 y 15 m. Su copa tiene forma aparasolada; tu tronco es cilíndrico, de hasta 80 cm de diámetro, con corteza conspicuamente arrugada, grisácea, si bien es lisa y blanquecina en los ejemplares jóvenes. Las ramas del año son pilosas presentando indumento fulvo. 
Follaje
El follaje es perennifolio, de tonos oscuros, integrado por hojas alternas, paripinnadas, con característico raquis alado, foliolos dispuestos en yugas en número de 3 a 6; el tamaño de los foliolos es variable, de 3 a 14 cm de largo por 15 a 45 mm de ancho.  

Flores

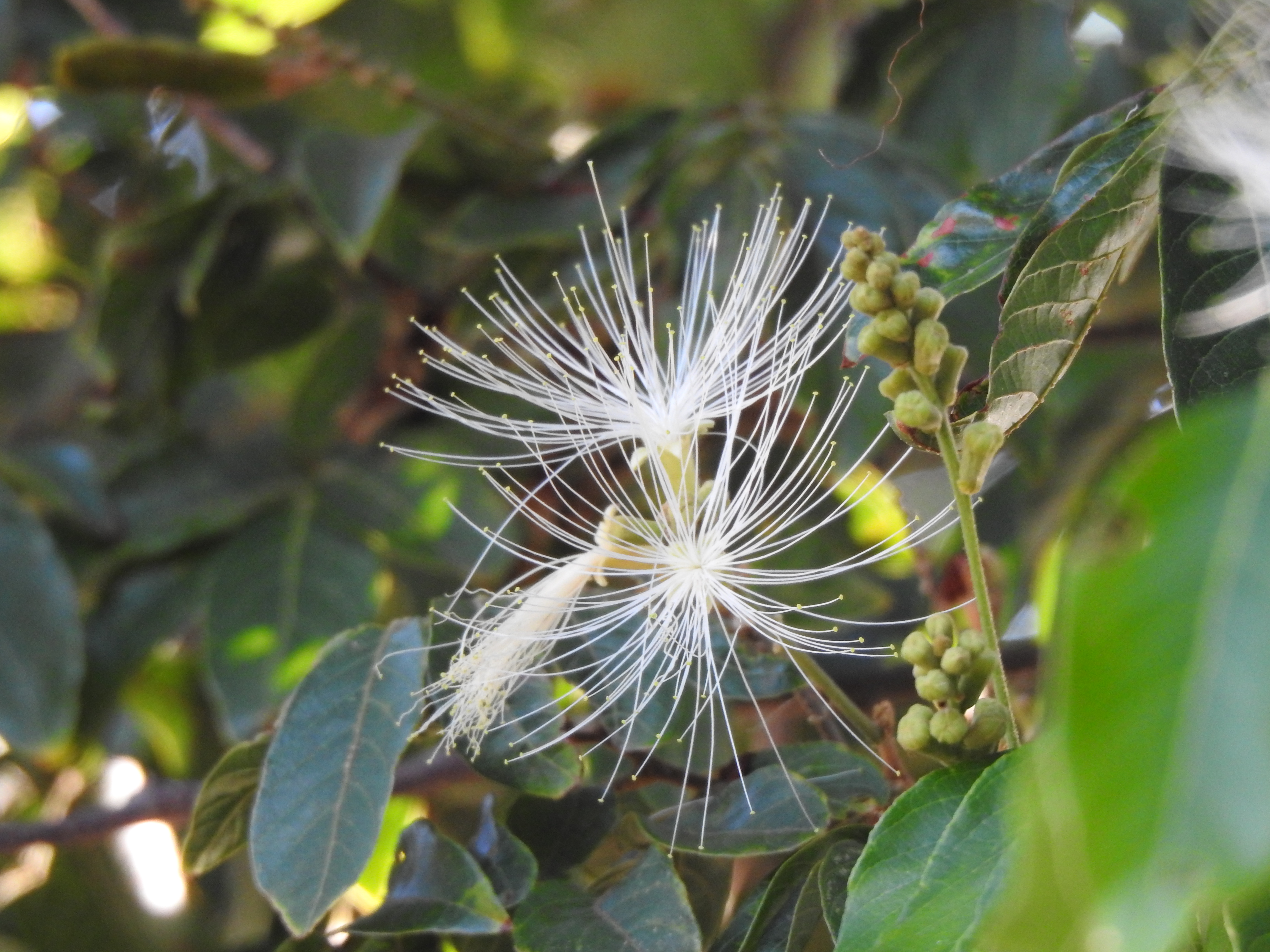

Las flores tienen la forma de un plumerillo blanco. Las espigas pueden ser geminadas o solitarias, y tienen forma de cono. Los capullos son obovoides o elipsoidales; el cáliz no está sulcado, siendo de forma poculiforme a tubular, con lóbulos recurvados, velloso o lanoso, bronceado; la corola es infundibuliforme con los lóbulos recurvados, en el tubo es serícea pero en los lóbulos es vellosa; los tricomas son rectos; el contorno del disco nectarífero intraestaminal es de forma casi triangular. 
Frutos
El fruto es una afelpada legumbre de tonos bronceados, de 5 a 15 cm de largo por 10 a 45 mm de ancho, de forma subfalcada o recta, presentando caras de 5 a 17 mm de ancho, con múltiple estriado transversal y con 2 o 3 surcos marginales a cada lado de la sutura, surcos que nunca llegan a ocultar las caras. La semilla suele comenzar a brotar dentro del fruto en el periodo en que este cae.

## Distribución y hábitat
Se distribuye en el sudeste y sur de Brasil, Paraguay, Uruguay y el nordeste argentino. 
Argentina
En la Argentina se encuentra en la mesopotamia y otras regiones del nordeste, en las siguientes provincias: Provincia Buenos Aires, Chaco, Ciudad Autónoma de Buenos Aires, Corrientes, Entre Ríos, Formosa, Misiones y Santa Fe. Alcanza su distribución más austral integrando las selvas marginales del Plata, denominadas monte blanco, comunidad biológica que crece en el sector inferior del delta del río Paraná y en la ribera argentina del Río de la Plata. Los ejemplares más al sur fueron detectados en el relicto de esta selva situado en las márgenes del arroyo las Cañas, dentro de la reserva natural integral Punta Lara, partido de Ensenada, siendo esta también la mayor latitud a que se extiende el género Inga.
Brasil
En Brasil se encuentra en los estados de Paraná, Santa Catarina y Río Grande del Sur.
Paraguay
En el Paraguay fue colectado en los departamentos de: Alto Paraná, Amambay, Caaguazú, Caazapá, Canindeyú, Central, Concepción, Cordillera y Paraguarí.
Uruguay
En el Uruguay fue colectado en los departamentos de: Artigas, Colonia, Paysandú, Río Negro, Salto y Soriano.
Hábitat
Inga uraguensis habita en selvas en galería, preferentemente en las riberas de cursos de agua, en altitudes comprendidas entre el nivel marino y los 500 m s. n. m., en ambiente subtropical y semitropical, fitogeográficamente incluidas en el distrito fitogeográfico de las selvas mixtas de la provincia fitogeográfica paranaense.
Desde el punto de vista biogeográfico, esta especie arbórea habita fundamentalmente en la ecorregión terrestre delta e islas del río Paraná.

## Taxonomía
Esta especie fue descrita originalmente en el año 1833 por el ilustrador botánico, botánico, micólogo, pteridólogo, briólogo, y algólogo inglés
William Jackson Hooker y el botánico escocés George Arnott Walker Arnott.
En el año 1997 T. Pennington incluyó a esta especie en la sinonimia de Inga vera subsp. affinis. Ese tratamiento no fue seguido en una etapa posterior al descubrirse que, incluso en áreas donde I. affinis, e I. uraguensis eran simpátricas, conservaban significativas diferencias entre sí y con respecto a I. vera, tanto en el hábito de crecimiento como en la morfología de las flores y los frutos.
Sinonimia
- Inga uraguensis Hook. & Arn. var. parvifolia Chodat & Hassl.:
- Inga uraguensis Hook. & Arn. f. tomentulosa Chodat & Hassl.:
- Feuilleea uruguensis (Hook. & Arn.) Kuntze, 1891[18]
- Inga vera Willd. ssp. uraguensis (DC.) T.D. Penn.